# Gouvernement Thatcher (1)
Royaume-Uni
Callaghan Thatcher II
Le gouvernement Thatcher (1) (en anglais : First Thatcher Ministry) est le quatre-vingt-cinquième gouvernement du Royaume-Uni, entre le 4 mai 1979 et le 11 juin 1983, durant la quarante-huitième législature de la Chambre des communes.

## Historique du mandat
Dirigé par la nouvelle Première ministre conservatrice Margaret Thatcher, ce gouvernement est constitué et soutenu uniquement par le Parti conservateur (Tory). Seul, il dispose de 339 députés sur 635, soit 53,4 % des sièges de la Chambre des communes.
Il est formé à la suite des élections législatives anticipées du 3 mai 1979.
Il succède donc au gouvernement du travailliste James Callaghan, constitué par le seul Parti travailliste et qui avait bénéficié, entre 1977 et 1979, du soutien du Parti libéral, du Parti unioniste d'Ulster (UUP) et du Parti national écossais (SNP).
Au cours du scrutin parlementaire, les Tories remportent une majorité absolue très nette en gagnant 62 sièges par rapport aux élections tenues en octobre 1974. En conséquence, la reine Élisabeth II appelle Margaret Thatcher, chef du Parti conservateur et députée de Finley, à former le nouveau gouvernement.
Elle orchestre un total de trois remaniements ministériels. Le plus important se produit le 14 septembre 1981, lorsqu'elle procède à sept changements d'affectation et quatre nominations. À cette occasion, Janet Young est la première femme à rejoindre le premier cabinet Thatcher.
Lors des élections législatives anticipées du 9 juin 1983, les conservateurs parviennent à accroître sensiblement leur majorité absolue. Bénéficiant d'une assise parlementaire renforcée, Margaret Thatcher forme rapidement son deuxième gouvernement.

## Composition

### Initiale (4 mai 1979)
| Fonction                                                                 | Titulaire | Titulaire             | Parti |
| ------------------------------------------------------------------------ | --------- | --------------------- | ----- |
| Premier ministre Premier Lord au Trésor Ministre de la Fonction publique |           | Margaret Thatcher     | Tory  |
| Vice-Premier ministre Secrétaire d'État à l'Intérieur                    |           | William Whitelaw      | Tory  |
| Chancelier de l'Échiquier                                                |           | Geoffrey Howe         | Tory  |
| Lord Chancelier                                                          |           | Quintin Hogg          | Tory  |
| Lord Président du Conseil                                                |           | Christopher Soames    | Tory  |
| Lord du Sceau privé                                                      |           | Ian Gilmour           | Tory  |
| Secrétaire d'État des Affaires étrangères et du Commonwealth             |           | Peter Carington       | Tory  |
| Secrétaire d'État à la Défense                                           |           | Francis Pym           | Tory  |
| Secrétaire d'État à l'Éducation et à la Science                          |           | Mark Carlisle         | Tory  |
| Secrétaire d'État à l'Emploi                                             |           | James Prior           | Tory  |
| Secrétaire d'État à l'Énergie                                            |           | David Howell          | Tory  |
| Secrétaire d'État à l'Environnement                                      |           | Michael Heseltine     | Tory  |
| Secrétaire d'État à la Santé et à la Sécurité sociale                    |           | Patrick Jenkin        | Tory  |
| Secrétaire d'État au Commerce                                            |           | John Nott             | Tory  |
| Secrétaire d'État à l'Industrie                                          |           | Keith Joseph          | Tory  |
| Secrétaire d'État pour l'Écosse                                          |           | George Younger        | Tory  |
| Secrétaire d'État pour le Pays de Galles                                 |           | Nicholas Edwards      | Tory  |
| Secrétaire d'État pour l'Irlande du Nord                                 |           | Humphrey Atkins       | Tory  |
| Chancelier du duché de Lancastre Ministre d'État aux Arts                |           | Norman St John-Stevas | Tory  |
| Secrétaire en chef du Trésor                                             |           | John Biffen           | Tory  |
| Ministre de l'Agriculture, de la Pêche et de l'Alimentation              |           | Peter Walker          | Tory  |
| Trésorier payeur général                                                 |           | Angus Maude           | Tory  |

### Remaniement du5 janvier 1981
- Les nouveaux ministres sont indiqués en gras, ceux ayant changé d'attributions en italique.

| Fonction                                                                 | Titulaire | Titulaire          | Parti |
| ------------------------------------------------------------------------ | --------- | ------------------ | ----- |
| Premier ministre Premier Lord au Trésor Ministre de la Fonction publique |           | Margaret Thatcher  | Tory  |
| Vice-Premier ministre Secrétaire d'État à l'Intérieur                    |           | William Whitelaw   | Tory  |
| Chancelier de l'Échiquier                                                |           | Geoffrey Howe      | Tory  |
| Lord Chancelier                                                          |           | Quintin Hogg       | Tory  |
| Lord Président du Conseil                                                |           | Christopher Soames | Tory  |
| Lord du Sceau privé                                                      |           | Ian Gilmour        | Tory  |
| Secrétaire d'État des Affaires étrangères et du Commonwealth             |           | Peter Carington    | Tory  |
| Secrétaire d'État à la Défense                                           |           | John Nott          | Tory  |
| Secrétaire d'État à l'Éducation et à la Science                          |           | Mark Carlisle      | Tory  |
| Secrétaire d'État à l'Emploi                                             |           | James Prior        | Tory  |
| Secrétaire d'État à l'Énergie                                            |           | David Howell       | Tory  |
| Secrétaire d'État à l'Environnement                                      |           | Michael Heseltine  | Tory  |
| Secrétaire d'État à la Santé et à la Sécurité sociale                    |           | Patrick Jenkin     | Tory  |
| Secrétaire d'État au Commerce                                            |           | John Biffen        | Tory  |
| Secrétaire d'État à l'Industrie                                          |           | Keith Joseph       | Tory  |
| Secrétaire d'État aux Transports                                         |           | Norman Fowler      | Tory  |
| Secrétaire d'État pour l'Écosse                                          |           | George Younger     | Tory  |
| Secrétaire d'État pour le Pays de Galles                                 |           | Nicholas Edwards   | Tory  |
| Secrétaire d'État pour l'Irlande du Nord                                 |           | Humphrey Atkins    | Tory  |
| Chancelier du duché de Lancastre Trésorier payeur général                |           | Francis Pym        | Tory  |
| Secrétaire en chef du Trésor                                             |           | Leon Brittan       | Tory  |
| Ministre de l'Agriculture, de la Pêche et de l'Alimentation              |           | Peter Walker       | Tory  |

### Remaniement du14 septembre 1981
- Les nouveaux ministres sont indiqués en gras, ceux ayant changé d'attributions en italique.

| Fonction                                                                 | Titulaire | Titulaire         | Parti |
| ------------------------------------------------------------------------ | --------- | ----------------- | ----- |
| Premier ministre Premier Lord au Trésor Ministre de la Fonction publique |           | Margaret Thatcher | Tory  |
| Vice-Premier ministre Secrétaire d'État à l'Intérieur                    |           | William Whitelaw  | Tory  |
| Chancelier de l'Échiquier                                                |           | Geoffrey Howe     | Tory  |
| Lord Chancelier                                                          |           | Quintin Hogg      | Tory  |
| Lord Président du Conseil                                                |           | Francis Pym       | Tory  |
| Lord du Sceau privé                                                      |           | Humphrey Atkins   | Tory  |
| Secrétaire d'État des Affaires étrangères et du Commonwealth             |           | Peter Carington   | Tory  |
| Secrétaire d'État à la Défense                                           |           | John Nott         | Tory  |
| Secrétaire d'État à l'Éducation et à la Science                          |           | Keith Joseph      | Tory  |
| Secrétaire d'État à l'Emploi                                             |           | Norman Tebbit     | Tory  |
| Secrétaire d'État à l'Énergie                                            |           | Nigel Lawson      | Tory  |
| Secrétaire d'État à l'Environnement                                      |           | Michael Heseltine | Tory  |
| Secrétaire d'État à la Santé et à la Sécurité sociale                    |           | Norman Fowler     | Tory  |
| Secrétaire d'État au Commerce                                            |           | John Biffen       | Tory  |
| Secrétaire d'État à l'Industrie                                          |           | Patrick Jenkin    | Tory  |
| Secrétaire d'État aux Transports                                         |           | David Howell      | Tory  |
| Secrétaire d'État pour l'Écosse                                          |           | George Younger    | Tory  |
| Secrétaire d'État pour le Pays de Galles                                 |           | Nicholas Edwards  | Tory  |
| Secrétaire d'État pour l'Irlande du Nord                                 |           | James Prior       | Tory  |
| Chancelier du duché de Lancastre                                         |           | Janet Young       | Tory  |
| Secrétaire en chef du Trésor                                             |           | Leon Brittan      | Tory  |
| Ministre de l'Agriculture, de la Pêche et de l'Alimentation              |           | Peter Walker      | Tory  |
| Trésorier payeur général                                                 |           | Cecil Parkinson   | Tory  |

### Remaniement du6 avril 1982
- Les nouveaux ministres sont indiqués en gras, ceux ayant changé d'attributions en italique.

| Fonction                                                                 | Titulaire | Titulaire                                         | Parti |
| ------------------------------------------------------------------------ | --------- | ------------------------------------------------- | ----- |
| Premier ministre Premier Lord au Trésor Ministre de la Fonction publique |           | Margaret Thatcher                                 | Tory  |
| Vice-Premier ministre Secrétaire d'État à l'Intérieur                    |           | William Whitelaw                                  | Tory  |
| Chancelier de l'Échiquier                                                |           | Geoffrey Howe                                     | Tory  |
| Lord Chancelier                                                          |           | Quintin Hogg                                      | Tory  |
| Lord Président du Conseil                                                |           | John Biffen                                       | Tory  |
| Lord du Sceau privé                                                      |           | Janet Young                                       | Tory  |
| Secrétaire d'État des Affaires étrangères et du Commonwealth             |           | Francis Pym                                       | Tory  |
| Secrétaire d'État à la Défense                                           |           | John Nott (jusqu'au 08/01/1983) Michael Heseltine | Tory  |
| Secrétaire d'État à l'Éducation et à la Science                          |           | Keith Joseph                                      | Tory  |
| Secrétaire d'État à l'Emploi                                             |           | Norman Tebbit                                     | Tory  |
| Secrétaire d'État à l'Énergie                                            |           | Nigel Lawson                                      | Tory  |
| Secrétaire d'État à l'Environnement                                      |           | Michael Heseltine (jusqu'au 08/01/1983) Tom King  | Tory  |
| Secrétaire d'État à la Santé et à la Sécurité sociale                    |           | Norman Fowler                                     | Tory  |
| Secrétaire d'État au Commerce                                            |           | Francis Cockfield                                 | Tory  |
| Secrétaire d'État à l'Industrie                                          |           | Patrick Jenkin                                    | Tory  |
| Secrétaire d'État aux Transports                                         |           | David Howell                                      | Tory  |
| Secrétaire d'État pour l'Écosse                                          |           | George Younger                                    | Tory  |
| Secrétaire d'État pour le Pays de Galles                                 |           | Nicholas Edwards                                  | Tory  |
| Secrétaire d'État pour l'Irlande du Nord                                 |           | James Prior                                       | Tory  |
| Chancelier du duché de Lancastre                                         |           | Cecil Parkinson                                   | Tory  |
| Secrétaire en chef du Trésor                                             |           | Leon Brittan                                      | Tory  |
| Ministre de l'Agriculture, de la Pêche et de l'Alimentation              |           | Peter Walker                                      | Tory  |